# Équipe de Hongrie masculine de handball au Championnat du monde 2021
Cet article relate le parcours de l'équipe de Hongrie masculine de handball au championnat du monde 2021 qui se tient au Égypte du 13 au 31 janvier 2021. Il s'agit de la 21e participation de la Hongrie aux Championnats du monde

## Présentation

### Qualification
Les qualifications européennes ont été annulées en raison de la pandémie de Covid-19. La Hongrie se qualifie grâce à sa 9e place au Championnat d'Europe 2020.

## Résultats

### Tour préliminaire
|   | Équipe    | Pts | J | G | N | P | Bp  | Bc | Diff |
| - | --------- | --- | - | - | - | - | --- | -- | ---- |
| 1 | Hongrie   | 6   | 3 | 3 | 0 | 0 | 107 | 73 | 34   |
| 2 | Allemagne | 4   | 3 | 2 | 0 | 1 | 81  | 43 | 38   |
| 3 | Uruguay   | 2   | 3 | 1 | 0 | 2 | 42  | 87 | -45  |
| 4 | Cap-Vert  | 0   | 3 | 0 | 0 | 3 | 27  | 54 | -27  |

| 15 janvier 2021 21h30 | Hongrie        | 34 – 27   | Cap-Vert         | Handball Hall, Ville du 6 Octobre Arbitrage : Alaa Emam et Hossam Hedaia |
| 15 janvier 2021 21h30 | Gábor Ancsin 7 | (19 – 14) | Leandro Semedo 6 | Handball Hall, Ville du 6 Octobre Arbitrage : Alaa Emam et Hossam Hedaia |
| 15 janvier 2021 21h30 | ×1 ×6 ×1       | Rapport   | ×1 ×4            | Handball Hall, Ville du 6 Octobre Arbitrage : Alaa Emam et Hossam Hedaia |

| 17 janvier 2021 21h30 | Hongrie         | 48 – 18  | Uruguay            | Handball Hall, Ville du 6 Octobre Arbitrage : Majid Kolahdouzan et Alireza Mousaviannazhad |
| 17 janvier 2021 21h30 | Dominik Máthé 8 | (16 – 8) | Diego Morandeira 4 | Handball Hall, Ville du 6 Octobre Arbitrage : Majid Kolahdouzan et Alireza Mousaviannazhad |
| 17 janvier 2021 21h30 | ×2 ×3           | Rapport  | ×2                 | Handball Hall, Ville du 6 Octobre Arbitrage : Majid Kolahdouzan et Alireza Mousaviannazhad |

| 19 janvier 2021 21h30 | Allemagne              | 28 – 29   | Hongrie                        | Handball Hall, Ville du 6 Octobre Arbitrage : Matija Gubica (hr) et Boris Milošević (hr) |
| 19 janvier 2021 21h30 | Marcel Schiller (en) 7 | (14 – 15) | Dominik Máthé, Bence Bánhidi 8 | Handball Hall, Ville du 6 Octobre Arbitrage : Matija Gubica (hr) et Boris Milošević (hr) |
| 19 janvier 2021 21h30 | ×7                     | Rapport   | ×7                             | Handball Hall, Ville du 6 Octobre Arbitrage : Matija Gubica (hr) et Boris Milošević (hr) |

### Tour principal
|   | Équipe    | Pts | J | G | N | P | Bp  | Bc  | Diff |
| - | --------- | --- | - | - | - | - | --- | --- | ---- |
| 1 | Espagne   | 9   | 5 | 4 | 1 | 0 | 162 | 134 | 28   |
| 2 | Hongrie   | 8   | 5 | 4 | 0 | 1 | 160 | 131 | 29   |
| 3 | Allemagne | 5   | 5 | 2 | 1 | 2 | 153 | 122 | 31   |
| 4 | Pologne   | 5   | 5 | 2 | 1 | 2 | 138 | 119 | 19   |
| 5 | Brésil    | 3   | 5 | 1 | 1 | 3 | 136 | 139 | -3   |
| 6 | Uruguay   | 0   | 5 | 0 | 0 | 5 | 88  | 192 | -104 |

| 21 janvier 2021 19h00 | Hongrie         | 29 – 23   | Brésil           | Handball Hall, « nouvelle capitale » Arbitrage : Arthur Brunner et Morad Salah |
| 21 janvier 2021 19h00 | Bence Bánhidi 5 | (16 – 11) | Haniel Langaro 8 | Handball Hall, « nouvelle capitale » Arbitrage : Arthur Brunner et Morad Salah |
| 21 janvier 2021 19h00 | ×2 ×4           | Rapport   | ×3               | Handball Hall, « nouvelle capitale » Arbitrage : Arthur Brunner et Morad Salah |

| 23 janvier 2021 19h00 | Pologne        | 26 – 30   | Hongrie      | Handball Hall, « nouvelle capitale » Arbitrage : Matija Gubica (hr) et Boris Milošević (hr) |
| 23 janvier 2021 19h00 | Szymon Sićko 5 | (10 – 16) | Máté Lékai 8 | Handball Hall, « nouvelle capitale » Arbitrage : Matija Gubica (hr) et Boris Milošević (hr) |
| 23 janvier 2021 19h00 | ×3             | Rapport   | ×1 ×3        | Handball Hall, « nouvelle capitale » Arbitrage : Matija Gubica (hr) et Boris Milošević (hr) |

| 25 janvier 2021 19h00 | Espagne       | 36 – 28   | Hongrie                                | Handball Hall, « nouvelle capitale » Arbitrage : Giorgji Nachevski et Slave Nikolov |
| 25 janvier 2021 19h00 | Ferrán Solé 8 | (21 – 14) | Zsolt Balogh (en), Mátyás Győri (en) 5 | Handball Hall, « nouvelle capitale » Arbitrage : Giorgji Nachevski et Slave Nikolov |
| 25 janvier 2021 19h00 | ×1 ×5         | Rapport   | ×1 ×4                                  | Handball Hall, « nouvelle capitale » Arbitrage : Giorgji Nachevski et Slave Nikolov |

### Quart de finale
| 27 janvier 2021 21h30 | France           | 35 – 32 (ap)       | Hongrie         | Handball Hall, Ville du 6 Octobre Arbitrage : Igancio Garcia et Andreu Marín |
| 27 janvier 2021 21h30 | Michaël Guigou 6 | (12 – 14, 30 – 30) | Bence Bánhidi 6 | Handball Hall, Ville du 6 Octobre Arbitrage : Igancio Garcia et Andreu Marín |
| 27 janvier 2021 21h30 | Prol. : 5 – 2    |                    |                 | Handball Hall, Ville du 6 Octobre Arbitrage : Igancio Garcia et Andreu Marín |
| 27 janvier 2021 21h30 | ×2 ×4            | Rapport            | ×2 ×3           | Handball Hall, Ville du 6 Octobre Arbitrage : Igancio Garcia et Andreu Marín |

## Statistiques et récompenses

### Buteurs
| Rang  | Joueur                       | Tot. | Tirs | %     | MJ | Moy. |
| ----- | ---------------------------- | ---- | ---- | ----- | -- | ---- |
| 1     | Dominik Máthé                | 31   | 46   | 67 %  | 7  | 4,4  |
| 2     | Bence Bánhidi                | 29   | 42   | 69 %  | 5  | 5,8  |
| 3     | Máté Lékai                   | 25   | 37   | 68 %  | 6  | 4,1  |
| 4     | Gábor Ancsin                 | 19   | 31   | 61 %  | 7  | 2,7  |
| 5     | Richárd Bodó (en)            | 15   | 32   | 47 %  | 6  | 2,5  |
| 6     | Zoltán Szita (en)            | 15   | 32   | 47 %  | 7  | 2,1  |
| 7     | Miklós Rosta (en)            | 14   | 19   | 74 %  | 7  | 2    |
| 8     | Stefan Sunajko               | 14   | 19   | 74 %  | 7  | 2    |
| 9     | Mátyás Győri (en)            | 12   | 15   | 80 %  | 4  | 3    |
| 10    | Bendegúz Bóka (en)           | 11   | 12   | 92 %  | 6  | 1,8  |
| 11    | Zsolt Balogh (en)            | 11   | 18   | 61 %  | 4  | 2,8  |
| 12    | Péter Hornyák (en)           | 9    | 11   | 82 %  | 7  | 1,3  |
| 13    | Pedro Rodríguez Álvarez (es) | 7    | 12   | 58 %  | 5  | 1,4  |
| 14    | Bence Nagy (en)              | 6    | 10   | 60 %  | 5  | 1,2  |
| 15    | Adrián Sipos (en)            | 3    | 3    | 100 % | 2  | 1,5  |
| 16    | Egon Hanusz                  | 3    | 6    | 50 %  | 5  | 0,6  |
| 17    | Petar Topic                  | 2    | 4    | 50 %  | 2  | 1    |
| Total | Total                        | 226  | 350  | 65 %  | 7  | 32,2 |

### Gardiens de but
| N°    | Nom                 | %    | Arrêts | Tirs | MJ | Moy. |
| ----- | ------------------- | ---- | ------ | ---- | -- | ---- |
| 1     | Roland Mikler       | 31 % | 60     | 196  | 5  | 12   |
| 2     | Ádám Borbély        | 38 % | 15     | 39   | 3  | 5    |
| 3     | Márton Székely (en) | 33 % | 15     | 45   | 6  | 2,5  |
| Total | Total               | 32 % | 90     | 283  | 7  | 15   |